# Improved Sound Limited
Improved Sound Limited est un groupe de krautrock allemand formé en 1961.
Le groupe commença à faire ses preuves dans l'école de Willstätter à Nuremberg sous le nom de Pyjamas Skiffle Group.
De 1964 à 1966, le groupe changea de nom pour Blizards et suivait le chanteur de pop Roy Black durant 33 shows. Le nom Improved Sound Limited le remplaça en 1966.
Le groupe était spécialisé pour servir de bande originale pour les séries télévisées allemandes et les films de Michael Verhoeven. En 1969 sortira Engelchen Macht Weiter, Hoppe, Hoppe Reiter, la bande originale d'un film de Michael Verhoeven.
Bernd Linstädt n'était pas à proprement parler un musicien du groupe, mais ce dernier a eu un réel impact sur le groupe grâce à ses lyrics imaginatifs.

## Membres du groupe
- Johnny Fickert
- Axel Linstädt
- Uli Ruppert
- Rolf Gröschner
- Bernd Linstädt

## Discographie
- 45' : It Is You / We Are Alone (1966 - label Polydor)
- 45' : Sing Your Song / Marvin Is Dead (1969 - label Polydor)
- 45' : Hoppe hoppe Reiter / I'm Exhausted (1969 - label Cornet)
- LP : Engelchen macht weiter-hoppe hoppe Reiter (1969 - label Cornet)
- 45' : Oedipus / Where Will The Salmon Spawn (1970 - label United Artists)
- Double LP : Improved Sound Limited (1971 - label LibertyLBS)
- LP : Catch A Singing Bird On The Road (1973 - label CBS)
- 45' : Bande Originale "Im Lauf der Zeit" (1976 - label Filmverlag der Autoren)
- LP : Rathbone Hotel (1976 - label CBS)
- CD : Improved Sound Limited (2001 - label Long Hair Music)
- CD : Catch A Singing Bird On The Road (2001 - label Long Hair Music)
- CD : Rathbone Hotel (2002 - label Long Hair Music)
- CD : Road Trax (2002 - label Long Hair Music)
- CD : The Final Foreword (2003 - label Long Hair Music)
- Coffret de 6 CD : The Ultimate Collection (2004 - label Long Hair Music)